# Annie Marie Sundbom
Annie Marie Sundbom, född 18 november 1932 i Örnsköldsvik i Västernorrlands län, död den 15 september 2022 i Stockholm, var en svensk socialdemokratisk politiker, socionom och diplomat.

## Biografi
Sundbom var dotter till småbrukaren Olof F Sundbom och Elsa, född Svensson. Hon tog realexamen 1950, studerade vid Viskadalens folkhögskola 1955 och tog socionomexamen i Lund 1957. Sundbom var barnavårdsassistent i Kiruna 1958–1959, i Uppsala 1959–1962, ombudsman vid Sveriges socialdemokratiska ungdomsförbund (SSU) 1962–1965 och generalsekreterare för Landsrådet för Sveriges Ungdomsorganisationer 1965–1967.
Hon var ombudsman för Stockholms arbetarekommun 1967–1970, förbundssekreterare för Sveriges socialdemokratiska kvinnoförbund 1970–1980 och ombudsman för Sveriges socialdemokratiska arbetareparti 1980–1985. Vidare var Sundbom överförmyndare 1980–1986 och chef för Utrikesdepartementets (UD) Non Governmental Organization 1986–1993. Sundbom var svensk ambassadör i Gambia, Liberia och Sierra Leone med placering i Stockholm från 1992.
Sundbom var ledamot i Stockholms kommunfullmäktige från 1973, var förste vice ordförande 1979–1982 och ordförande i kommunfullmäktige 1982–1985 samt var ordförande och ledamot i ett flertal kommunala nämnder och styrelser.
Ambassadör Sundbom förlänades år 1998 H.M. Konungens medalj av 12:e storleken med Serafimerordens band.